# Giro di Romagna 1991
Il Giro di Romagna 1991, sessantaseiesima edizione della corsa, si svolse il 28 settembre 1991 su un percorso di 208 km. La vittoria fu appannaggio dell'italiano Franco Ballerini, che completò il percorso in 5h40'00", precedendo i connazionali Bruno Cenghialta e Antonio Fanelli.
Sul traguardo di Lugo 48 ciclisti, su 103 partiti dalla medesima località, portarono a termine la competizione. 

## Ordine d'arrivo (Top 10)
| Pos. | Corridore            | Squadra                   | Tempo    |
| ---- | -------------------- | ------------------------- | -------- |
| 1    | Franco Ballerini     | Del Tongo-MG Boys Magl.   | 5h40'00" |
| 2    | Bruno Cenghialta     | Ariostea                  | s.t.     |
| 3    | Antonio Fanelli      | ZG Mobili-Bottecchia      | a 3"     |
| 4    | Jean-Claude Leclercq | Helvetia-La Suisse        | s.t.     |
| 5    | Maximilian Sciandri  | Carrera Jeans             | s.t.     |
| 6    | Mario Manzoni        | Gatorade-Château d'Ax     | s.t.     |
| 7    | Fabrizio Bontempi    | Colnago-Lampre-Sopran     | s.t.     |
| 8    | Enrico Cecchetto     | Gis Gelati-Ballan         | s.t.     |
| 9    | Luigi Furlan         | Helvetia-La Suisse        | s.t.     |
| 10   | Sandro Vitali        | Jolly Componibili-Club 88 | s.t.     |